# Данар Мустафа
Данар Мустафа (курд. دانەر ئەبوبەکر; род. 1 октября 1984, Каладзе–Сулеймания, Курдистан) — курдский и иракский политик, дипломат, исполняющий обязанности представителя региона Курдистан-Ирак в Российской Федерации (с 2018 г.). Кандидат политических наук (2022).

## Биография
Данар Мустафа родился 1 октября 1984 г. в городе Каладзе района Сулеймания в иракском Курдистане. Школу закончил в Эрбиле, после чего поступил в Университет Салах-эд-Дин на направление "Социология", был главой студенческих землячеств. В 2004 г. вступил в Демократическую партию Курдистана (ДПК) и стал 1-м секретарем руководителя университетского комитета ДПК в Эрбиле. Проучившись в Университете Салах-эд-Дин три года, решил продолжить обучение в России.
В 2009 г. Данар Мустафа поступил на направление "Политология" на факультет гуманитарных и социальных наук в Российский университет дружбы народов (РУДН), закончив его в 2013 г. со степенью бакалавра. Занимался студенческой и научной деятельностью. С 2013 по 2015 гг. обучался там же в магистратуре. С 2015 по 2018 гг. был аспирантом в РУДН на кафедре политического анализа и управления факультета гуманитарных и социальных наук. С 2017 по 2018 гг. работал на той же кафедре в качестве ассистента, в 2018–2019 гг. проходил там стажировку.
В студенческие годы был главой Союза землячеств студентов-курдов в России и заместителем президента по вопросам молодежи организации "Курдская автономия города Москвы".
В 2016 г. сопровождал на Петербургском международном экономическом форуме делегацию из Курдистана во главе с заместителем премьер-министра Курдистана Кубадом Талабани, в 2017 г. — делегацию во главе с премьер-министром Курдистана Нечирваном Барзани, в 2024 г. — во главе с министром электроэнергетики Курдистана Камалем Мохаммедом.
В 2018 г. стал исполняющим обязанности представителя региона Курдистан-Ирак в Российской Федерации. С 2019 г. является президентом Фонда поддержки и развития русско-курдских культурных и общественных связей. В 2022 г. защитил диссертацию на соискание ученой степени кандидата политических наук в Институте Африки РАН.
Женат, имеет сына.

### Семья
Дед и отец Данара Мустафы участвовали в сентябрьской революции 1961 г. Отец в 1967 г. стал преподавателем революции — учил курдских детей родному языку и истории в районах, находившихся под влиянием курдских революционеров. В 1970 г. отец и его друг подверглись нападению со стороны иракских военных, были пленены, обвинены в пособничестве Израилю и приговорены к смертной казни. Благодаря Мартовскому манифесту освобождены. Великий курдский политический деятель Мустафа Барзани лично подарил отцу Данара Мустафы винтовку и средства на лечение. Многие родственники Данара Мустафы погибли в войне за независимость Курдистана.

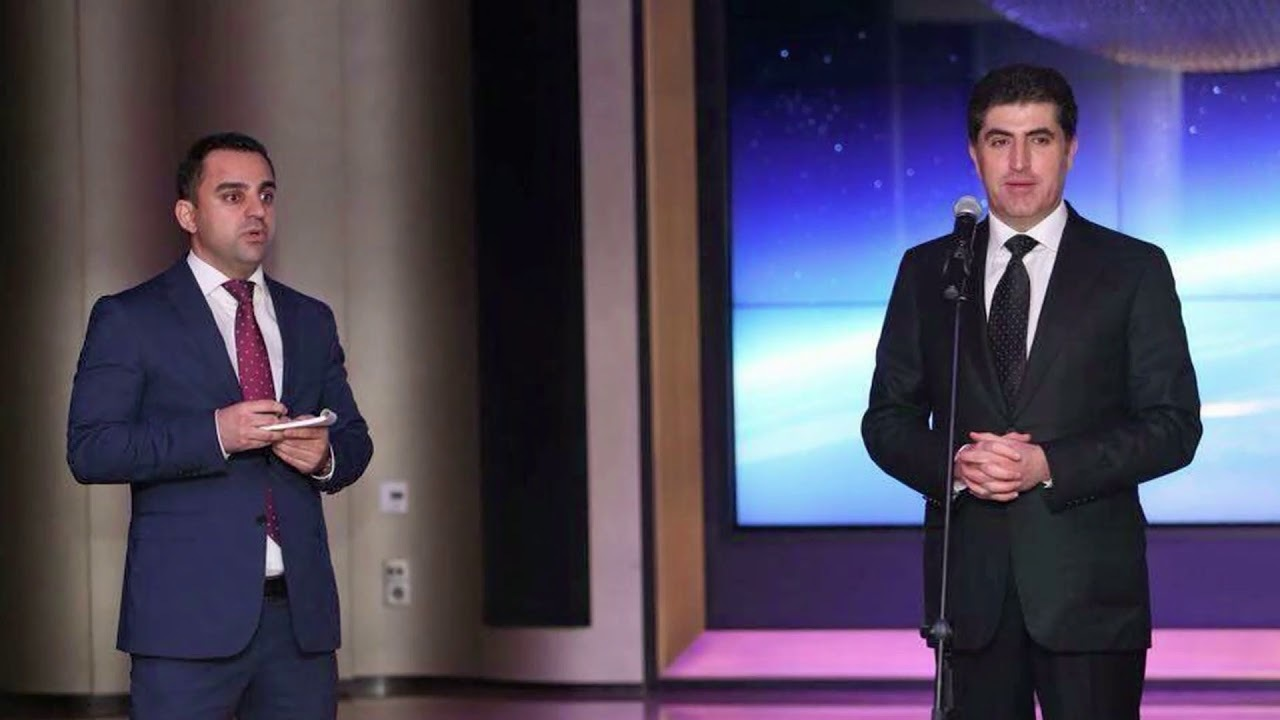
Данар Мустафа переводит речь премьер-министра региона Курдистан-Ирак Нечирвана Барзани во время Петербургского международного экономического форума в 2017 г.

## Профессиональная деятельность
Данар Мустафа часто выступает спикером на международных и российских конференциях, дает интервью информационным агентствам, выступает с лекциями перед студентами.
Благодаря работе Данара Мустафы на посту и. о. представителя, Представительство региона Курдистан-Ирак в Российской Федерации добилось следующих успехов:
- Установлены связи с Московской государственной консерваторией им. П. И. Чайковского. В 2024 г. впервые музыкальная группа из Курдистана при содействии Министерства культуры и молодежи региона Курдистан-Ирак и Московской государственной консерватории им. П. И. Чайковского выступила на сцене Консерватории Чайковского[10]. Музыкальная группа "Ба" познакомила российского слушателя с курдскими традиционными музыкальными инструментами, а также фольклорными песнями.
- В 2023-2024 гг. была составлена "Книга памяти" о вкладе курдского народа в победу в Великой Отечественной войне. Эта книга вобрала в себя сведения из изданных ранее книг по теме, а также информацию о неупомянутых до этого курдах-участниках войны; были добавлены архивные документы, доказывающие вклад курдских воинов в общую победу над фашизмом, фотографии и документы из личных архивов родственников героев[11].
- Установлено сотрудничество между российскими и курдистанскими бизнесменами в кооперации с Торгово-промышленными палатами РФ, Москвы и Санкт-Петербурга[12].
- В 2023 г. на русский язык была переведена книга Масуда Барзани "Заявляя о своих правах"[13] о референдуме 2017 г. в Курдистане, его исторических предпосылках, юридических обоснованиях и итогах.
- Танцевальный коллектив из Курдистана в 2023 г. впервые принял участие в московском празднике Навруз[14].
- При содействии Представительства региона Курдистан в РФ в 2021[15], 2022[16] и 2023[17] гг. в Москве прошли курдские кинофестивали.
- В 2021 г. Представительство организовало Неделю курдской дипломатии — комплекс мероприятий, направленных на знакомство слушателей с работой дипломатических представительств региона Курдистан-Ирак по всему миру[18].

## Список работ
На курдском языке:
1. دکتۆر دانەر ئەبوبەکر. کورد و دیاسپۆرا. ١٦٧ لا
2. دکتۆر دانەر ئەبوبەکر. فاکتەری کوردی لە سیاسەتی دەرەوەی ڕووسیا لە ڕۆژهەاڵتی ناوەڕاستدا
3. دکتۆر دانەر ئەبوبەکر. کورد لە سیاسەتی ڕووسیادا. ٣٠٤ لا
4. کتۆر دانەر ئەبوبەکر.نیشتمانی (جانگی دووەمی جیهانی) بەشداریی کورد لە سەرکەوتنی هاوبەش بەسەر نازییەکاندا ١٩٤١_١٩٤٥
5. دکتۆر دانەر ئەبوبەکر. شەست ڕۆژ لە کەرەنتینەی مۆسکۆدا. ڕۆژژمێری بەر پەنجەرەکەم

На русском языке:
1. Мустафа Д. А. Книга памяти. Великая Отечественная война. Вклад курдского народа в общую победу над фашизмом 1941–1945. 660 с. (Соавтор - Асылгужина А. А.)
2. Мустафа Д. А. Курдский фактор во внешней политике России на Ближнем Востоке. М., — Пробел-2000. 142 с.
3. Факе Ахмад Дарашмана / Составитель и переводчик: Д. А. Мустафа — Эрбиль, 2024. 108 с.
4. Мустафа Д.А. Иракский Курдистан в контексте вопроса о национальном самоопределении. Этно-социокультурные процессы в странах Азии и Африки: Проблема идентичности. Сборник материалов международного научно-практический конференции молодых ученых. –  М.: Пробел-2000, 2020. С. 240-242.
5. Мустафа Д.А. Политика США и России на Ближнем Востоке в контексте трансформации «курдского вопроса»: политико-экономический аспект // Известия Юго-Западного государственного университета. Серия: История и право. 2019. №6. С.116-123. (Соавтор - Гришин О.Е.)
6. Мустафа Д.А. Россия на Ближнем Востоке: развитие политико-экономических отношений с Иракским Курдистаном // Вопросы политологии. 2018. T 8. №1(29). С.96-104. (Соавтор - Гришин О.Е.)
7. Мустафа Д.А. Россия на Ближнем Востоке в контексте урегулирования «курдского вопроса». Политика развития, государство и мировой порядок. Материалы VIII Всероссийского конгресса политологов. Под общ. ред. О. В. Гаман-Голутвиной, Л. В. Сморгунова, Л. Н. Тимофеевой. М.: 2018. С. 152-153.
8. Мустафа Д.А. Курдский язык как проблема в эпоху курдского народа // VI ежегодная межвузовская научно-практическая конференция «Язык и культура в эпоху глобализации: особенности функционирования, перспективы развития и взаимодействия». М.: РУДН, 2018. С.113-115.
9. Мустафа Д.А. Иракский Курдистан в политике России: некоторые аспекты развития отношений // Европа, Россия, Азия: сотрудничество, противоречия, конфликты. Статья в сборнике трудов III Международной научно-практической конференции, 18-19 апреля 2018 года / под ред. И.М. Эрлихсон, Ю.В. Савосиной, Ю.И. Лосева; ИП Коняхин А.В. (Book Jet). Рязань, 2018. С.151-156.
10. Мустафа Д.А. Ближний Восток – арена борьбы с международным терроризмом // В сборнике: Социально-политические и историко-культурные аспекты современной геополитической ситуации. Материалы международной научно-практической конференции в рамках X научно-образовательного форума. М.: Перо, 2017. С.314-317.
11. Мустафа Д.А. Курдский вопрос: будет ли утвердительный ответ? // В книге: Время больших перемен: политика и политики. Материалы Всероссийской научной конференции РАПН. Российский университет дружбы народов; Под ред. О.В. Гаман-Голутвиной, Л.В. Сморгунова, Л.Н. Тимофеевой. М.: РУДН, 2017. С.253-255.
12. Мустафа Д.А. Иракский Курдистан: проблемы стабильности на Ближнем Востоке // В сборнике: Молодежь – науке и практике. Взгляд в будущее. Сборник материалов международной научно-практической конференции. Калуга: ФБГОУ ВО «Калужский государственный университет им. К.Э. Циолковского», 2017. С.24-28.
13. Мустафа Д.А. Курдистан: Долгий путь к независимости или сохранение статус-кво? Current issues of modern socio-political phenomena theoretical and methodological and applied aspects. Сборник конференций materials of the IV international scientific conference on March 13-14, 2016. Prague. С 93-96.
14. Мустафа Д.А. Политика России на Ближнем Востоке после «арабской весны» // В сборнике: Диалог цивилизаций: Восток - Запад. материалы XVI научной конференции студентов, аспирантов и молодых учёных / под ред. В.Б. Петрова, О.В. Филатовой, В.А. Цвыка. М.: РУДН, 2016. С.405-416.
15. Мустафа Д.А. Курдистан: длительный путь к суверенности. В сборнике: Современные тенденции развития науки в молодежной среде. Сборник статей участников. Елец: Елецкий государственный университет им. И.А. Бунина, 2016. С.764-768.
16. Мустафа Д.А. Некоторые аспекты российско-курдских отношений в контексте Ближневосточного кризиса // Творческий и экспериментальный исторический журнал. Filo Ariadne (электронное издание). 2016. №4. С.333-348. http://filoariadne.esrae.ru/6-111.
17. Мустафа Д.А. Национальные интересы России на Ближнем Востоке: актуальный ракурс // Вопросы политологии. 2016. №3(23). С.225-234.
18. Мустафа Д.А. Курдский вопрос: будет ли найдено решение? // В сборнике: Непризнанные государства: методологические, политические и правовые аспекты. Сборник материалов Всероссийской научной конференции. Самара: Самарская гуманитарная академия, 2016. С.83-87.
19. Мустафа Д.А. «Исламское государство» как результат «арабской весны»: некоторые причины возникновения и последствия деятельности // Евразийский юридический журнал. 2015. №11(90). С.320-322.
20. Мустафа Д.А. Политические последствия разделения Курдистана. / Д. А. Мустафа // История, политика и философия в эпоху глобализации: материалы VI научной конференции студентов, аспирантов и молодых ученых, Москва, 18 мая 2015 года / Министерство образования и науки РФ; ФГАОУ ВО "Российский университет дружбы народов". – Москва: Российский университет дружбы народов, 2015. – С. 212-217.

На английском языке:
1. Mustafa D.А. Political and economic vector of US and Russian policies in the Middle East in the context of the Kurdish question transformation// Revista Inclusiones. 2020. Т.7. №S2-1. Р. 417-426. (Соавторы - Гришин О.Е., Попов С.И., Амиантова И.С.)
2. Mustafa D.A. The economic relations of Kurdistan Region (KRG) with Turkey and Russia // Vestnik Mirbis. 2019. №4(20). Р. 40-43. (Соавторы - Бахзад Т.С., Муртазалиева С.Ю.)
3. Mustafa D.A. Russia’s geopolitical role in the Middle East at the present in the context of Syria. Peoples of Eurasia: History, Culture and Interaction Problems. Materials of the VII International Scientific Conference on April 5-6, 2017. P 65-67.